# Chakia
Chakia es  un pueblo y nagar Panchayat situado en el distrito de Chandauli en el estado de Uttar Pradesh (India). Su población es de 17356 habitantes (2011). 

## Demografía
Según el  censo de 2011 la población de Chakia era de 17356 habitantes, de los cuales 9050 eran hombres y 8306 eran mujeres. Chakia tiene una tasa media de alfabetización del 75,90%, superior a la media estatal del 67,68%: la alfabetización masculina es del 81,43%, y la alfabetización femenina del 69,91%.